# غمار بخاري
غمار بخاري (الاسم العلمي: Gammarus bucharensis) هو نوع من المفصليات يتبع جنس الغمار من الفصيلة الغمارية. سمي هذا النوع نسبةً إلى منطقة بخارى.